# Blå petrel
Blå petrel (latin: Halobaena caerulea) er en stormfugl, der lever i det Sydlige Ishav.